# Klára Dobrev
Klara Dobrev (Sofia, 2 febbraio 1972) è una politica ungherese.
È stata vicepresidente del Parlamento europeo dal luglio 2019 al gennaio 2022. È iscritta al partito di centrosinistra ungherese Coalizione Democratica e fa parte del gruppo dei Socialisti e Democratici. È la moglie dell'ex Primo Ministro ungherese Ferenc Gyurcsány, leader di Coalizione Democratica.

## Biografia
È nata a Sofia, in Bulgaria, da madre ungherese, Piroska Apró, e da padre bulgaro, Petar Dobrev. Il nonno materno, Antal Apró, era il ministro comunista dell'industria ungherese negli anni '50 -'60.
Dobrev ha conseguito una laurea in economia presso l'Università di Economia di Budapest e una laurea in giurisprudenza presso l'Università delle arti e delle scienze Eötvös Loránd. Durante i suoi anni all'Università di Economia è stata membro dell'AIESEC, e alla conferenza mondiale dell'organizzazione del 1992 è stata vicepresidente del consiglio di animazione responsabile delle pubbliche relazioni. Dobrev ha trascorso il suo tirocinio presso MODI XEROX come assistente di marketing a Bangalore, in India.
È stata capo di gabinetto di Péter Medgyessy e vicepresidente dell'ufficio per il Piano di Sviluppo Nazionale e supporto all'Unione Europea dal 2002 al 2004, quando si è dimessa dopo la nomina del marito Ferenc Gyurcsány a Primo Ministro. È inoltre docente universitaria presso l'Università Loránd Eötvös e presidente della sezione ungherese dell'ente delle Nazioni Unite per l'uguaglianza di genere e l'empowerment femminile (UN Women). Dal 2009 è CEO di Altus Ltd., società di consulenza di proprietà del marito.
Nel 2019 rientra in politica come capolista di Coalizione Democratica alle elezioni europee, ottenendo con lo slogan "fondiamo gli Stati Uniti d'Europa", un risultato sorprendente e non previsto dai sondaggi, il 16,05% Viene così eletta al Parlamento europeo. Il 3 luglio 2019 viene eletta vicepresidente del Parlamento europeo.

## Vita privata
Tre i figli nati dal matrimonio con Ferenc Gyurcsány: Anna (1996), Tomas (1997), Marton (2015).